# Střemeníčko
Střemeníčko je malá vesnice, část obce Luká v okrese Olomouc. Nachází se asi 3,5 km na sever od Luké. V roce 2009 zde bylo evidováno 49 adres. V roce 2001 zde trvale žilo 79 obyvatel.
Střemeníčko je také název katastrálního území o rozloze 2,21 km2.

## Název
Původní jméno vesnice bylo Střemenín a bylo odvozeno od osobního jména Střemena (v jehož základu je obecné střmen - "třmen"; vesnice získala jméno od velmože Střemeny z Chudobína). Význam místního jména byl "Střemenův majetek". Od 16. století je doložena zdrobnělina Střemeníčko vzniklá podle jmen osad v širším okolí. Počátek slova mezi 16. a 19. stoletím kolísal mezi Stře- a Tře-.

## Historie
První písemná zmínka o obci pochází z roku 1384.

## Obyvatelstvo

### Struktura
Vývoj počtu obyvatel za celou obec i  za jeho jednotlivé části uvádí tabulka níže, ve které se zobrazuje i příslušnost jednotlivých částí k obci či následné odtržení. 
| Místní části   | Místní části     | 1869 | 1880 | 1890 | 1900 | 1910 | 1921 | 1930 | 1950 | 1961 | 1970 | 1980 | 1991 | 2001 | 2011 |
| -------------- | ---------------- | ---- | ---- | ---- | ---- | ---- | ---- | ---- | ---- | ---- | ---- | ---- | ---- | ---- | ---- |
| Počet obyvatel | část Střemeníčko | 273  | 251  | 250  | 260  | 217  | 249  | 229  | 182  | 160  | 138  | 115  | 82   | 79   | 75   |
| Počet domů     | část Střemeníčko | 38   | 44   | 45   | 45   | 49   | 48   | 48   | 53   | 45   | 38   | 32   | 42   | 42   | 43   |

## Pamětihodnosti
- Krucifix stojí za vsí směr Slavětín
- Pravoslavný chrám sv. Václava

## Fotogalerie

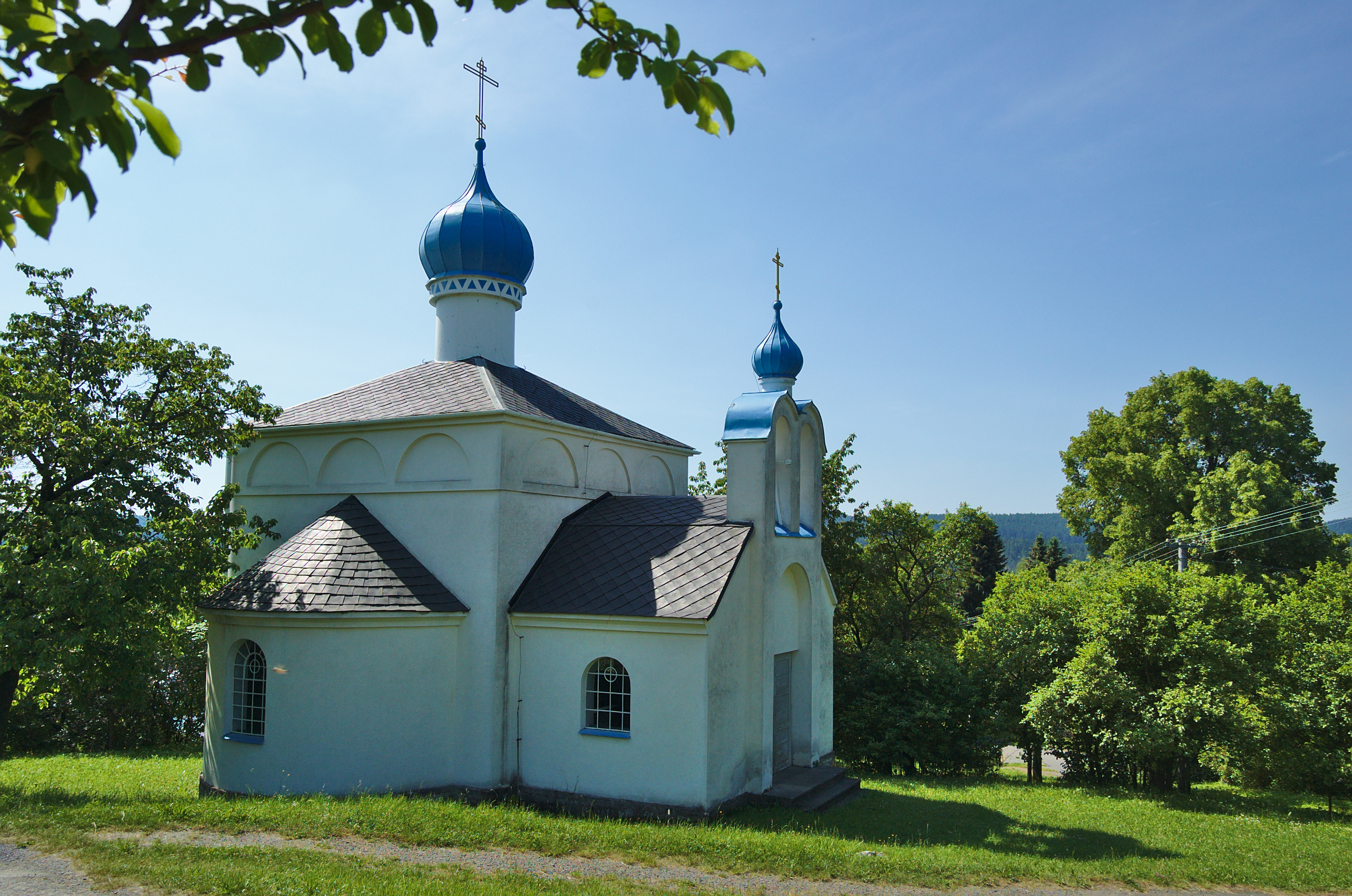
Pravoslavný kostel svatého Václava
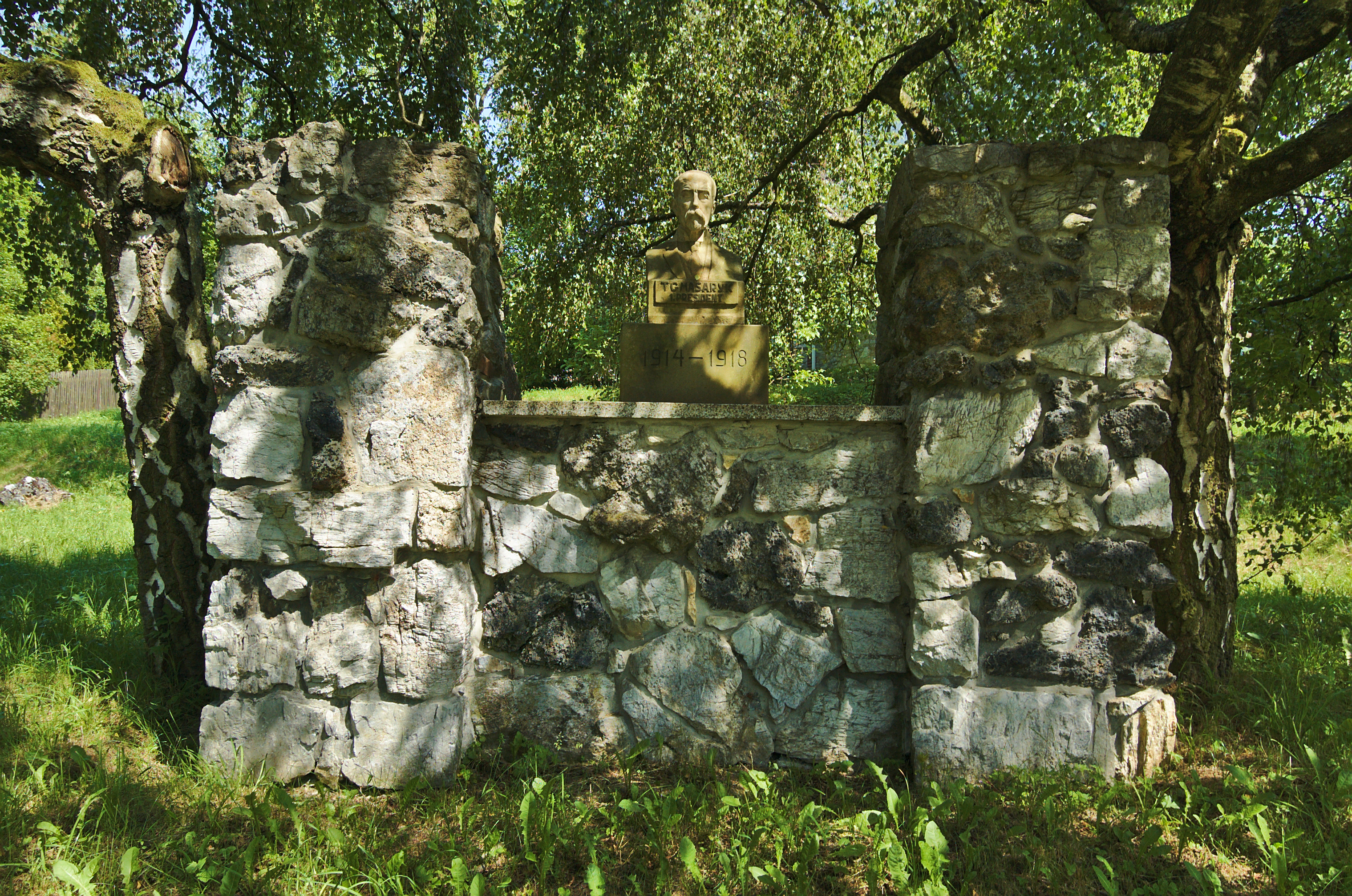
Busta T.G.Masaryka
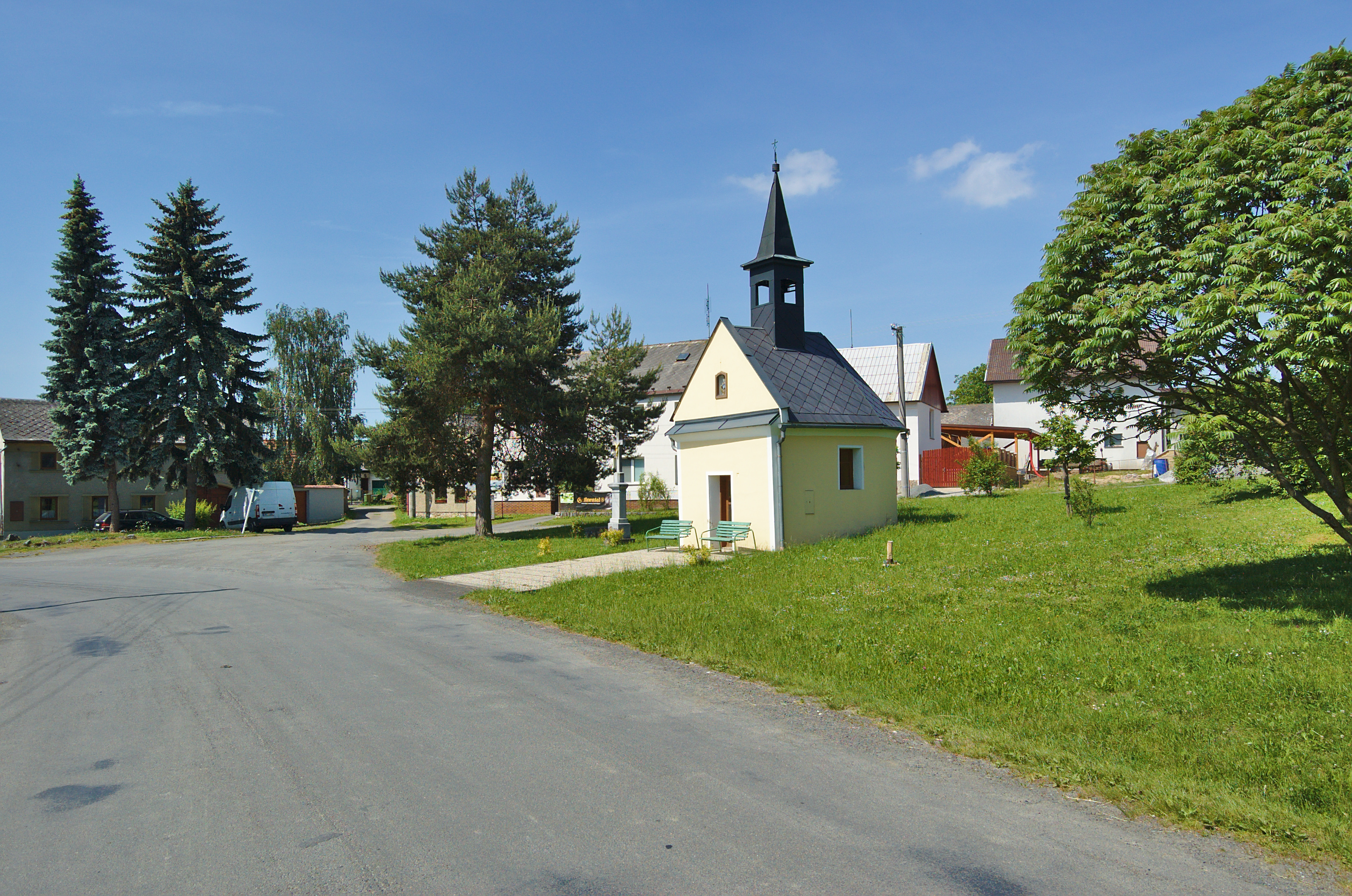
Náves s kapličkou
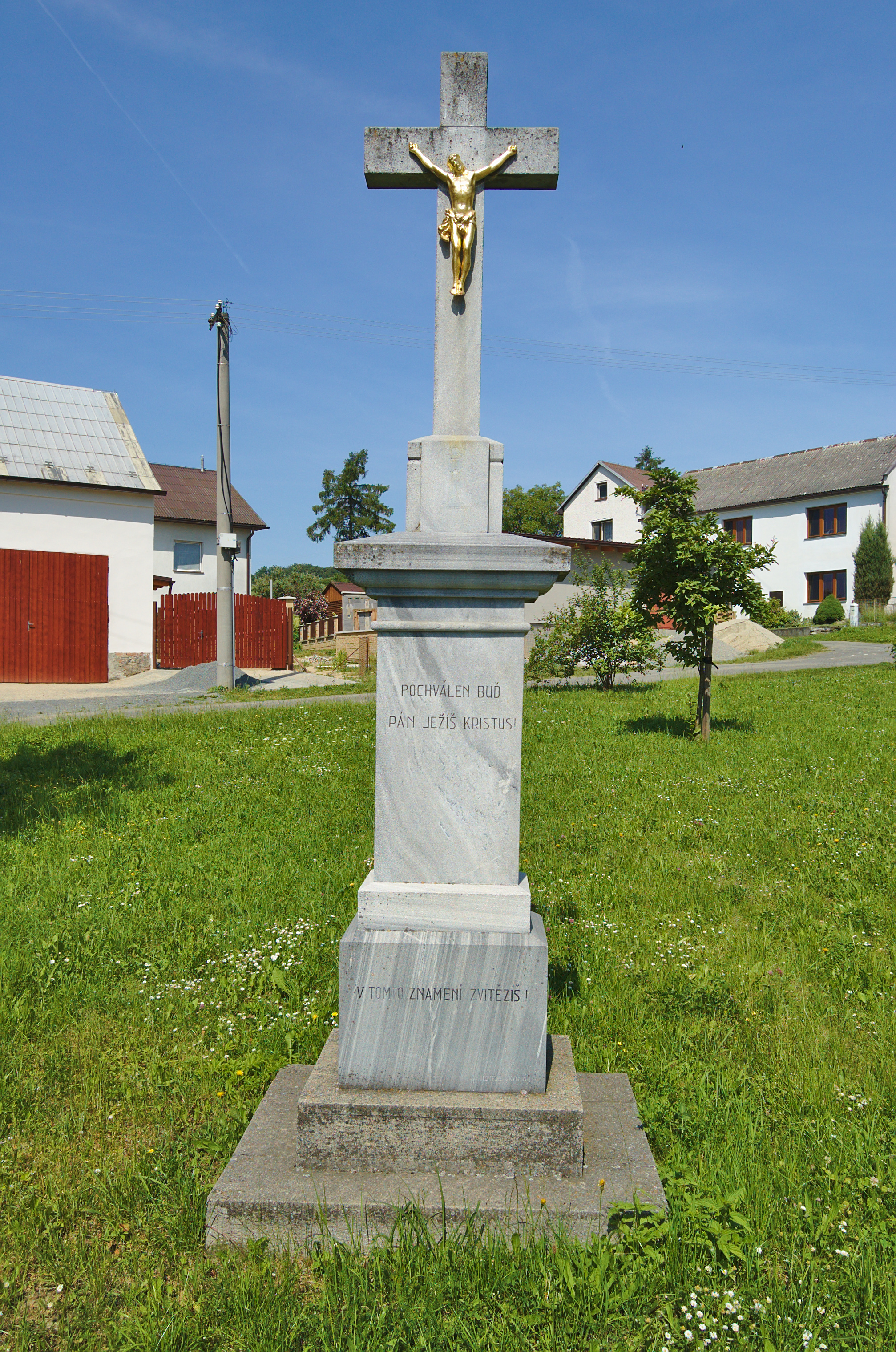
Kříž vedle kaple
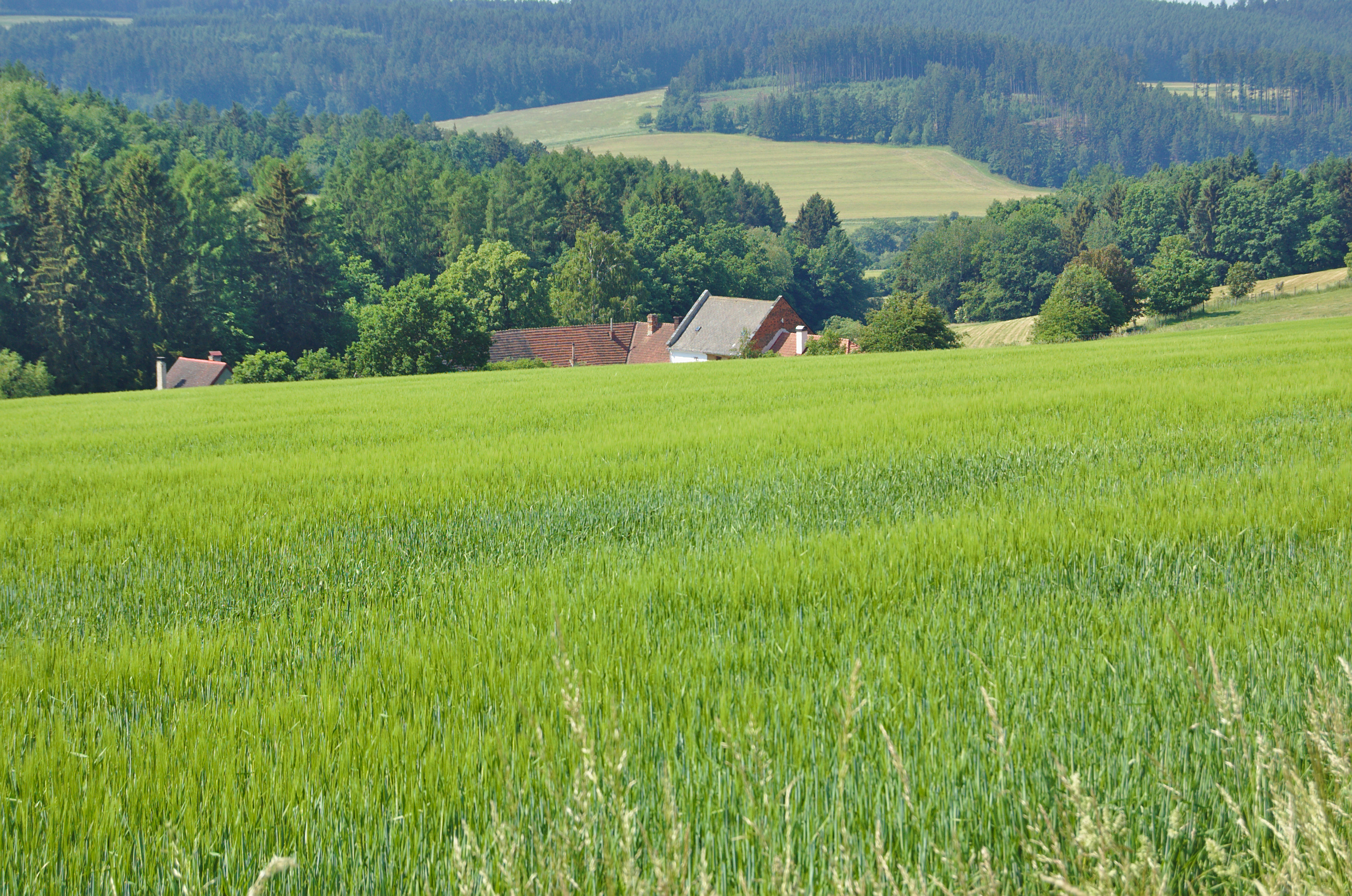
Samota výchdoně od obce
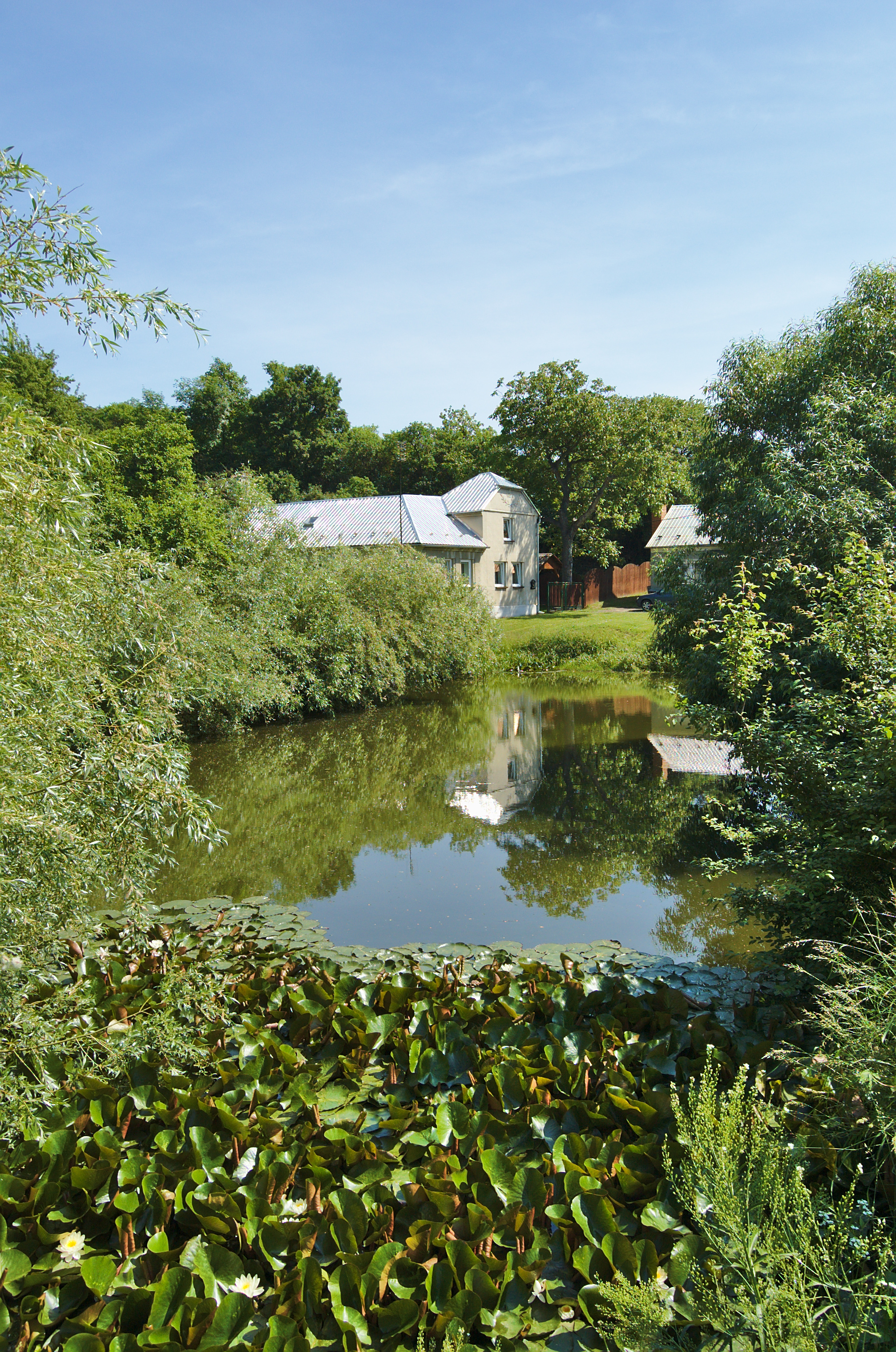
Rybník ve vesnici
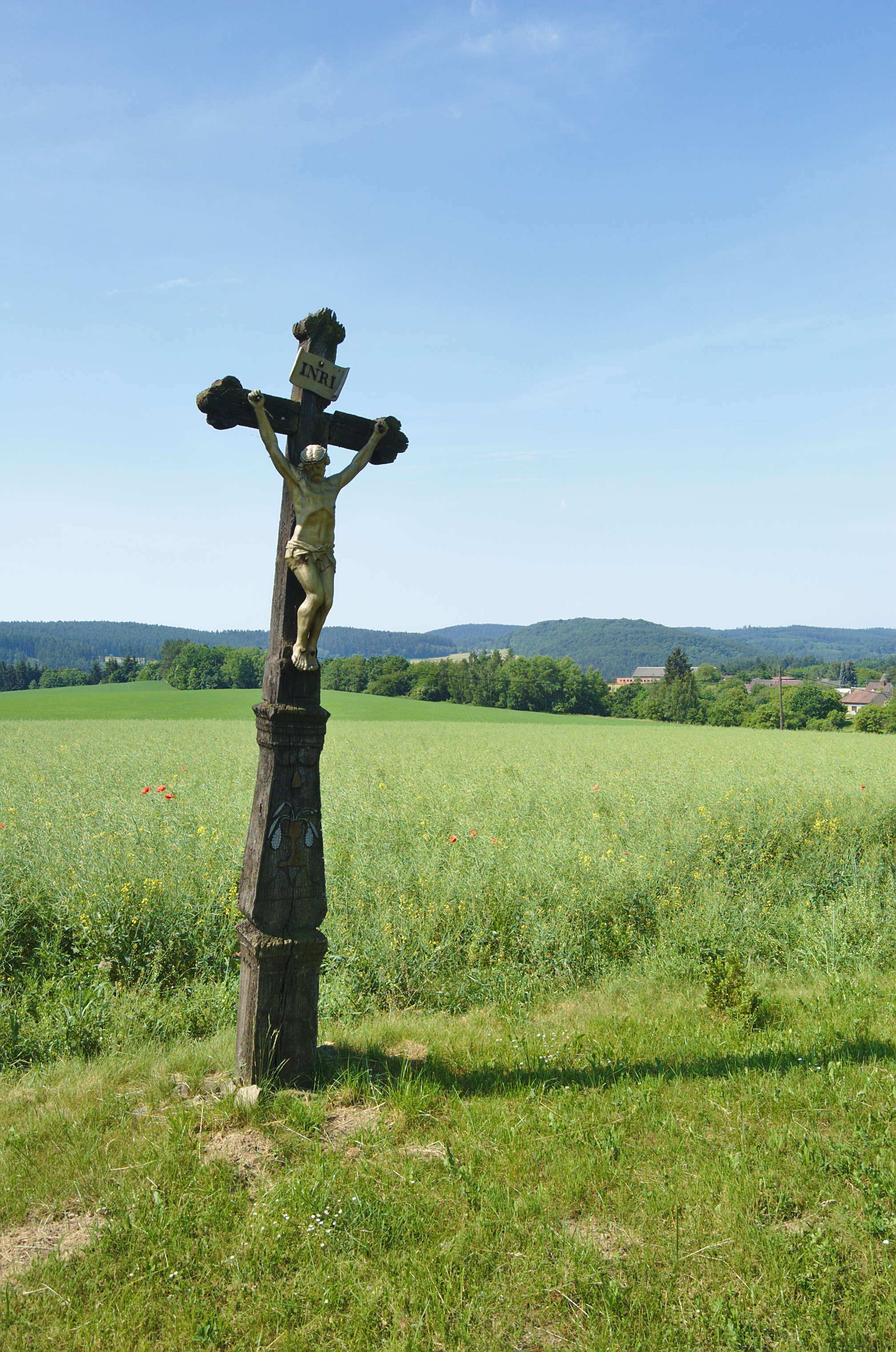
Kříž východně od obce